# モンスターファームジャンプ
『モンスターファームジャンプ』とは、2001年3月22日にテクモから発売されたPlayStation用のゲームソフト。ジャンルはアクションゲーム。モンスターファームシリーズの外伝的作品。英語版のタイトルは『Monster Rancher Hop-A-Bout』。このゲームはもともと北米で発売されていたソフトを逆輸入したものである。

## 概要
プレイヤーは、モンスターファームシリーズに登場するモンスターのうち、4体のモンスター（スエゾー、モッチー、ハム、ゴーレム）の中から1体を選択し、そのモンスターで全90種類のステージを攻略する。
プレイヤーが操作するモンスターはスエゾー以外はホッピングに乗っており、コントローラの十字キーを使ってモンスターを移動させる。ステージには床のない部分があり、そこに着地しようとするとそのまま落下してしまいミスとなる。ミスするとライフを1失った上で最後に床の踏んだ地点からやり直しとなる。ライフはステージが始まった段階では3だが、0になるとゲームオーバーとなる。ステージにはゴール地点が設定されておりそれを踏むことでステージクリアとなり、次のステージに進むことができる。このときにアイテムがもらえることがある。また各ステージには固有に時間制限が設けられており、時間が全て使い果たすとやはりゲームオーバーとなる。床にはパネルが設置されていることがあり、踏むと後述するようにさまざまな効果が発動する。
60面をクリアするとエンディングに到達するがそのあとさらにゲームを進めて90面までクリアすると、「とことん」モードが追加される。このモードでは全90面の中からランダムに選ばれたステージをひたすら攻略していくことになる。
またエディットモードではステージを自作してメモリーカードに保存することが可能。
他にも2人プレイで対戦が可能である。対戦時には同一ステージを2人でプレイし、先にゴールに到達したプレイヤーが勝利となる。このモードではライフという概念がないのでゲームオーバーになることはなく、どちらかのプレイヤーが制限時間を使い果たした場合は引き分けとなる。
このソフトのゲームディスクをPlayStation 2の『モンスターファーム』で再生するとさまざまなモンスターが誕生するパンドラディスクとして使える。また『モンスターファーム2』で再生した場合もコクシムソウというデュラハン系のレアモンスターが再生できる。
店頭ムービーでは、スエゾーとモッチーが登場しており、担当声優はアニメ版『モンスターファーム』シリーズと同じく高木渉と白鳥由里が演じている。

## 登場キャラクター
スエゾー
大きなひとつの目玉のある球体の体に尻尾がくっついたような形をしている奇妙なモンスター。
スピード：HIGH
加速：LOW
ジャンプ：MID
モッチー
桜餅のようなモンスター。
スピード：LOW
加速：HIGH
ジャンプ：MID
ハム
ウサギのようなモンスター。
スピード：MID
加速：LOW
ジャンプ：HIGH
ゴーレム
岩でできた巨人のようなモンスター。
スピード：HIGH
加速：MID
ジャンプ：LOW
ライガー
青と白の狼のようなモンスター。プレイアブルではないが、ストーリーデモに登場する。

## パネル
踏むと特殊効果が得られるパネルを紹介する。割れる床以外のパネルは一度踏むと×印がつき、ただの足場として利用できる。
ライフ回復
ハートが描かれたパネル。ライフを1増やすことができる。最大で5までライフは増える。
ライフ減少
ドクロが描かれたパネル。ライフが1減る。
速度アップ
モンスターの速度がアップする。ライフを失うと元に戻る。
速度ダウン
速度アップとは逆に速度が下がってしまう。
ジャンプ力アップ
モンスターのジャンプ力（滞空時間）がアップする。ライフを失うと元に戻る。
ジャンプ力ダウン
ジャンプ力アップとは逆にジャンプ力が下がってしまう。
方向ジャンプ
上下左右の方向の矢印が描かれたパネル。その方向へジャンプする。
大ジャンプ
上向きの矢印が2つ描かれてパネル。前方に大きくジャンプできる。
リバースジャンプ
Rの文字が描かれたパネル。このパネルを踏んだときに移動していた方向と逆の方向にジャンプさせられる。
ランダムジャンプ
?マークが描かれたパネル。ランダムな方向にジャンプさせられる。上下左右だけでなく斜めに跳ばされることもある。
ホバーリング
踏むとパネルがモンスターを乗せて浮上する。一定時間、そのまま方向キーで空中を移動することができる。一定時間が経過すると乗っていたパネルは消失し、モンスターはそのまま下に落下する。
割れる床
踏むとそのまま割れて消えてしまうパネル。
残り時間増加
残り時間が10秒加算される。
残り時間減少
残り時間が10秒減少する。